# 拜宾德缅茄
拜宾德缅茄（Afzelia bipindensis）是一种豆科缅茄属热带经济树种，分布于安哥拉、喀麦隆、中非共和国、刚果共和国、刚果民主共和国、加蓬、尼日利亚和乌干达。该物种受到栖息地破坏的威胁。